# Ravna gora (hegység, Szlavónia)
A Ravna gora egy hegység Horvátországban, Szlavónia délnyugati részén, a Psunj és a Papuk között.

## Fekvése
Pakrác városától északkeletre, Daruvártól délkeletre, a Pakra folyó völgyétől északra, az Orljavától keletre fekszik.

## Leírása
A Ravna gora a Psunjjal, a Diljjel, és a Papukkal a Pozsegai-medence peremhegységeinek egyike. A Ravna gorát a geográfusok leggyakrabban a Papuk-hegységhez sorolják. A Papuk nyugati részén, körülbelül 20 km széles és három, párhuzamos gerincből áll: a Lisina (Crni vrh 863 m ), a Ljutoč (716 m) és a Ravna gora (854 m).